# NGC 2494
NGC 2494 (другие обозначения — IC 487, UGC 4141, MCG 0-21-1, ZWG 3.2, IRAS07565-0030, PGC 22377) — галактика в созвездии Единорог.
Этот объект входит в число перечисленных в оригинальной редакции «Нового общего каталога».
Координаты Альберта Марта для NGC 2494 были точно скопированы в Новом общем каталоге, однако они являются неточны: прямое восхождение на минуту меньше настоящего. Указанные Льюисом Свифтом координаты IC 487 довольно сильно отличается от координат Марта, поэтому ни сам Свифт, ни Джон Дрейер не уловили тождественность этих двух объектов. Карл Рейнмут в «Die Herschel Hebel» впервые предположил, что NGC 2494 и IC 487 являются одной и той же галактикой.